# 程太后
程太后（？—335年），中国五胡十六国时代后赵开国皇帝石勒的妃嫔，石弘的母亲。
程氏兄宁朔将军程遐很亲近委任长史张披，右长史张宾总掌朝政，举张披为别驾，推荐他参政事。程遐恨张披离开自己，又厌恶张宾权力大，仗着世子是自己的外甥，欲在朝廷立威，就让程氏进谗言陷害称张披为张宾做游侠，门客每日百余乘，物望皆归之，非社稷之利，应该除去。石勒以为然，于是趁张披奉急召没有及时赶到而杀之。张宾知道自己被程遐离间，不敢求情。不久，石勒以程遐为右长史，总执朝政，朝臣莫不震惧，都投靠程遐。
太和三年（330年）二月，石勒称大赵天王，行皇帝事；以妃刘氏为王后，世子石弘为皇太子，程遐为右仆射、领吏部尚书。中山王石虎怒，秘密对长子齐王石邃说：“我亲冒矢石随主上征战二十余年，是成大赵之业者，应该做大单于，主上却授予‘黄吻婢儿’，想起来就令人气塞，不能寝食！待主上晏驾之后，我不会给他留种。”
同年九月，石勒正式称帝，以刘后为皇后，石弘为皇太子。程遐对石勒说担心石虎他日不会辅佐石弘，石勒只当程遐认为石虎会妨碍他作为新君的舅舅擅权。
石勒在333年死后，石弘继位，石虎掌握政权，为丞相、魏王，挟持石弘，收捕程遐和中书令徐光下廷尉监狱，诛杀之。石弘嫡母刘太后想要除掉石虎，谋立皇弟南阳王石恢为盟主，计划泄露后，被石虎废黜杀死。石虎尊程氏为皇太后，但她和石弘母子都没有实权。石弘自赍玺绶前去魏王府请求禅位，被石虎拒绝，哭着回宫对程太后说：“先帝真要灭种了！”延熙元年（334年），石虎废黜石弘，自立为天王，次年改元建武，将石弘、程太后和石弘弟秦王石宏、南阳王石恢都幽禁在崇训宫，后来将他们都杀害了。